# Lamium taiwanense
Lamium taiwanense là một loài thực vật có hoa trong họ Hoa môi. Loài này được S.S.Ying mô tả khoa học đầu tiên năm 1991.